# Miltochrista koshunica
Miltochrista koshunica là một loài bướm đêm thuộc phân họ Arctiinae, họ Erebidae.